# Stenarchella stenoptera
Stenarchella stenoptera är en fjärilsart som beskrevs av Nikolai Nikolaievich Filipjev 1962. Stenarchella stenoptera ingår i släktet Stenarchella och familjen vecklare. Inga underarter finns listade i Catalogue of Life.